# Нассау (провинция)
Насса́у (нем. Nassau) — провинция Пруссии в составе Германии. Существовала в 1944—1945 годах. Столица — город Висбаден. Провинция была создана в 1944 году в ходе реформы по приведению границ провинций к соответствию с границами партийных гау. Сегодня эта территория находится в составе ФРГ и является частью земли Гессен.

## История

### Создание провинции в Третьем рейхе
Указом фюрера от 1 апреля 1944 года с целью приведения к однообразию границ административных единиц с партийными гау провинция Гессен-Нассау была упразднена. На её месте были созданы две самостоятельные провинции: административный округ Висбаден образовал новую провинцию Нассау, а административный округ Кассель — провинцию Кургессен. При этом районы Ханау, Гельнхаузен и Шлюхтерн, а также внерайонный город Ханау были переданы из округа Кассель в округ Висбаден, став таким образом частью провинции Нассау. Положения указа вступили в силу с 1 июля 1944 года.

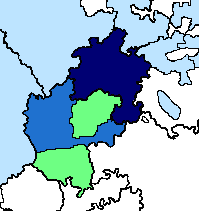
Кургессен (Пруссия)
Нассау (Пруссия)
Государство Гессен

Таким образом, гау Гессен-Нассау покрывало теперь территорию государства Гессен и прусскую провинцию Нассау. Обер-президентом новой провинции Нассау был назначен Якоб Шпренгер, который одновременно выполнял функции гауляйтера гау Гессен-Нассау и министр-президента и рейхсштатгальтера для государства Гессен. Территория новой провинции Кургессен также теперь полностью совпадала с территорией одноимённого гау.

### Послевоенное развитие
Провинция Нассау просуществовала недолго. В 1945 году её территория почти полностью оказалась в американской оккупационной зоне. При этом западные части оказались во французской оккупационной зоне. В сентябре 1945 года указом американской военной администрации провинция Нассау была ликвидирована.
Территория провинции Нассау (кроме оказавшейся во французской оккупационной зоне части) вместе с так же попавшими в американскую зону Кургессеном и провинциями Верхний Гессен и Штаркенбург Народной республики Гессен (гессенская провинция Рейн-Гессеноказалась во французской зоне) были объединены в новую землю Большой Гессен, из которой сложилась сегодняшняя земля Гессен.
Оказавшиеся во французской зоне оккупации территории прусского Гессена были организованы в округ Монтабаур и вместе с гессенской провинцией Рейн-Гессен и оказавшейся во французской зоне частью прусской Рейнской провинции в 1946 году были объединены и образовали новую землю Рейнланд-Пфальц.

## Обер-президенты
Провинция за её недолгую историю имела одного обер-президента.
| Годы      | Обер-президент | Партия |
| --------- | -------------- | ------ |
| 1944—1945 | Якоб Шпренгер  | НСДАП  |